# Фараджев, Закир Фарадж оглы
Закир Фарадж оглы Фараджов (азерб. Fərəcov Zakir Fərəc oğlu; род. 3 февраля 1954, Газидере, Лачинский район) — глава исполнительной власти (мэр) г. Сумгаит.

## Биография
Родился 3 февраля 1954 года в с. Газидере Лачинского района. В 1980 году окончил Азербайджанский народнохозяйственный институт, факультет экономики промышленности. 
С 1971 года работал на Сумгаитском суперфосфатном заводе. Являлся техником производственного объединения «Коммунальное хозяйство г. Сумгаит». С 1978 года — начальник отдела данного объединения, с 1981 — заместитель директора, с 1988 — директор.
В 1999 году избран председателем муниципалитета г. Сумгаит. 
Глава исполнительной власти Абшеронского района (11 августа 2005 — 2 сентября 2015).
Глава исполнительной власти г. Сумгаит (со 2 сентября 2015).

## Награды
- Орден «Слава» (26 декабря 2012) — по случаю 50-летия создания Абшеронского района и за заслуги в социально-экономическом развитии района[3]
- Орден «За службу Отечеству» II степени (4 октября 2016)[4]
- Орден «За службу Отечеству» I степени (21 ноября 2019) — в связи с 70-летним юбилеем города Сумгайыт и за заслуги в социально-экономическом развитии города[5]
- Орден «Труд» I степени (3 февраля 2024) — за активное участие в общественно-политической жизни Азербайджанской Республики[6]